# لوسارات (أرارات)
مدينة لوسارات (بالأرمينية:Լուսառատ) (بالإنجليزية: Lusarat)‏ هي إحدى المدن التابعة لمقاطعة أرارات في أرمينيا. يقدر عدد سكانها بـ 2806 نسمة حسب الإحصاء الذي جرى عام 2011.